# Sòr (Arieja)
Sòr (en francès Sor) és un municipi francès, situat a la regió d'Occitània, departament de l'Arieja.